# Zmeu

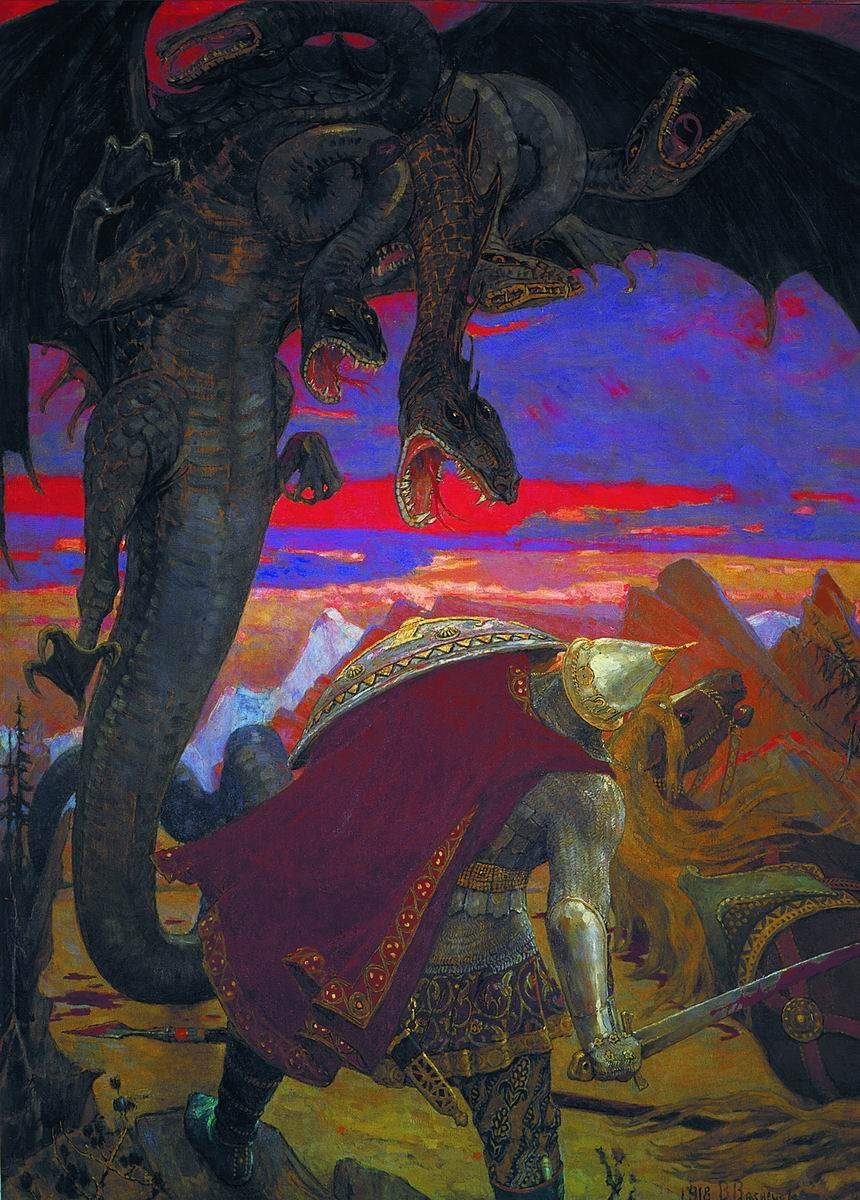
Twee zmei

De Zmeu is een wezen uit de Roemeense mythologie.
Een Zmeu lijkt op een Balaur, en net als de Balaur wordt de Zmeu met het Kwaad geassocieerd. Er zijn echter verschillen: een Zmeu lijkt meer op een mens (hij heeft bijvoorbeeld menselijke armen en benen), en kan, in tegenstelling tot de Balaur, gebruikmaken van 'menselijke hulpmiddelen': wapens.
In sommige verhalen kan een Zmeu vliegen en vuurspuwen, en in andere verhalen bezit hij een magische steen, die 'glinstert als de zon'. Ook wordt in sommige verhalen verteld dat hij in verschillende wezens kan transformeren.
De Zmeu houdt van jonge meisjes, en ontvoert hen vaak, met de bedoeling met ze te trouwen. Vrijwel altijd wordt de Zmeu verslagen door een dappere prins of ridder. 
Tegenwoordig betekent het woord Zmeu in het Roemeens vlieger.